# Sapina

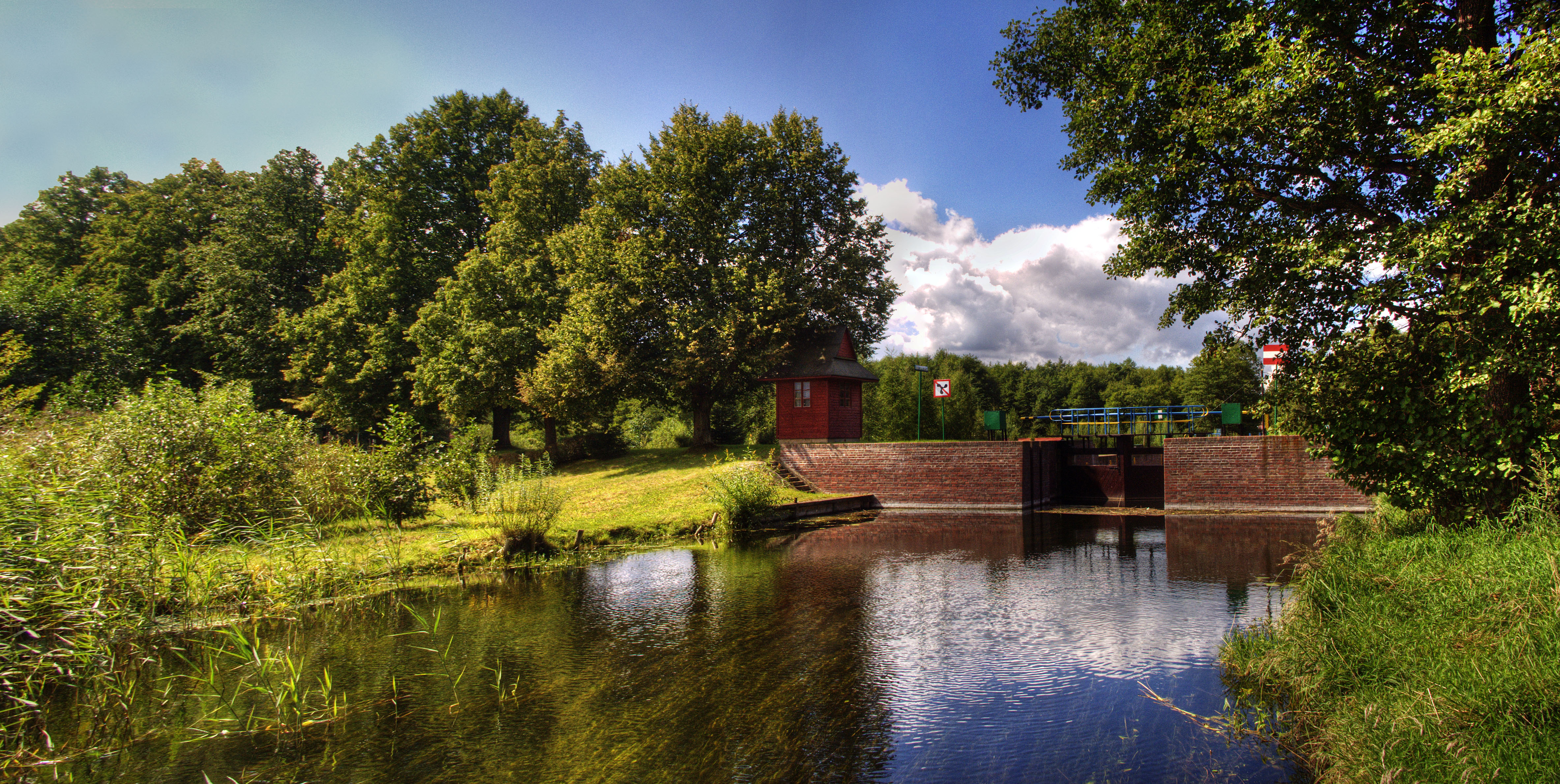
Śluza na rzece Sapinie niedaleko Przerwanek

Sapina – rzeka w województwie warmińsko-mazurskim, w zlewni rzeki Węgorapy.

## Przebieg
Sapina ma długość 47,6 km, szerokość do 20 m, głębokość do 1 m. Rzeka ma swój początek w Puszczy Boreckiej, ale niektórzy badacze uważają, że znajduje się ono w okolicach wsi Spytkowo i łączy następujące jeziora: Boćwinka, Żywy, Sołtmany, Żywki, Czarne,  Kruklin, Patelnia, Gołdapiwo, Wilkus (z jego odnogą jeziorem Brżąs), Pozezdrze, Stręgiel i wpada do jeziora Święcajty. W jej zlewni jest rzeka Bobrówka, która bierze początek obok wsi Kuty. Bobrówka przepływa przez jeziora: Czarna Kuta i Głęboka Kuta, a kończy bieg w jeziorze Stręgiel.

## Śluza
Na rzece wybudowana została w 1910 Śluza Przerwanki (obok wsi Przerwanki). Jej zadaniem było spiętrzanie wody na jeziorze Gołdapiwo, tak aby powstał rezerwuar wodny na potrzeby Kanału Mazurskiego. Śluza ma długość 25 metrów i szerokość 4 metrów. Śluza spiętrza wodę na wysokość jednego metra.

## Turystyka
Trasa żeglarska na Sapinie od jeziora Święcajty do jeziora Gołdapiwo ma 29 km długości, a szlak kajakowy sięga dalej do jeziora Kruklin i ma długość 34 kilometrów.